# Rhinatrema bivittatum
Rhinatrema bivittatum é uma espécie de anfíbio da família Rhinatrematidae. Ocorre na Guiana Francesa, Suriname, Guiana e Brasil. Esta espécie apenas ocorre em localidades até aos 150 m acima do nível do mar.